# Koutoula
Pour les articles homonymes, voir Koutoula (homonymie).
Koutoula, Qutula ou Khutula est un khan mongol, quatrième fils de Kaboul Khan, oncle de Yesügei, le père de Gengis Khan.

## Biographie
Dans les années 1150, il reprend la lutte contre les Jin. Ces derniers ont supplicié (cloué sur un âne de bois) et exécuté à Pékin l’un des frères de Koutoula, Okin-barkak et son cousin, Ambakaï Khan, faits prisonniers par les tatars, alliés des Jurchen (parfois écrit djürchet, ancien nom des Mandchous, peuple toungouse) contre les autres peuples mongoles. Pour se venger, Koutoula ravage la région frontalière du nord. Selon les sources chinoises, l’empereur des djürchet organise en 1161 une expédition punitive contre Koutoula, et les mongols sont écrasés aux environs du Lac Buir (Buir Nuur) par les djürchet alliés aux tatars.

### Famille
Il est le père d'Altan et de Yeke Qa'aran, ancêtres de la maison aristocratique des Üye'ed. Il est peut être le père de Jochi Khan, son successeur sur le trône mongole en 1161.